# Сен-Мартен-Бельвю
Сен-Марте́н-Бельвю́ (фр. Saint-Martin-Bellevue) — колишній муніципалітет у Франції, у регіоні Овернь-Рона-Альпи, департамент Верхня Савоя. Населення — 2466 осіб (2011).
Муніципалітет був розташований на відстані близько 430 км на південний схід від Парижа, 105 км на схід від Ліона, 6 км на північ від Ансі.

## Історія
До 2015 року муніципалітет перебував у складі регіону Рона-Альпи. Від 1 січня 2016 року належав до нового об'єднаного регіону Овернь-Рона-Альпи.
1 січня 2017 року Сен-Мартен-Бельвю, Ав'єрно, Евір, Лез-Ольєр i Торан-Гльєр було об'єднано в новий муніципалітет Фійєр.

## Демографія
Динаміка населення (INSEE ):
Розподіл населення за віком та статтю (2006):
| Стать | Всього | До 15 років | 15-24 | 25-44 | 45-64 | 65-85 | Понад 85 |
| --- | ------ | ----------- | ----- | ----- | ----- | ----- | -------- |
| Чоловіки | 1118   | 279         | 121   | 294   | 344   | 80    | 0        |
| Жінки | 1089   | 257         | 87    | 317   | 333   | 87    | 8        |
| \| Статево-вікова піраміда \| Статево-вікова піраміда \| Статево-вікова піраміда \| \| ----------------------- \| ----------------------- \| ----------------------- \| \| Чоловіки \| Вік \| Жінки \| \| 0 \| 85 + \| 8 \| \| 15 \| 80-84 \| 15 \| \| 19 \| 75-79 \| 15 \| \| 23 \| 70-74 \| 23 \| \| 23 \| 65-69 \| 34 \| \| 80 \| 60-64 \| 53 \| \| 79 \| 55-59 \| 87 \| \| 106 \| 50-54 \| 91 \| \| 79 \| 45-49 \| 102 \| \| 83 \| 40-44 \| 87 \| \| 132 \| 35-39 \| 109 \| \| 60 \| 30-34 \| 91 \| \| 19 \| 25-29 \| 30 \| \| 53 \| 20-24 \| 49 \| \| 68 \| 15-20 \| 38 \| \| 83 \| 10-14 \| 102 \| \| 102 \| 5-9 \| 68 \| \| 94 \| 0-4 \| 87 \| |        |             |       |       |       |       |          |
| Статево-вікова піраміда |        |             |       |       |       |       |          |
| Чоловіки | Вік    | Жінки       |       |       |       |       |          |
| 0 | 85 +   | 8           |       |       |       |       |          |
| 15 | 80-84  | 15          |       |       |       |       |          |
| 19 | 75-79  | 15          |       |       |       |       |          |
| 23 | 70-74  | 23          |       |       |       |       |          |
| 23 | 65-69  | 34          |       |       |       |       |          |
| 80 | 60-64  | 53          |       |       |       |       |          |
| 79 | 55-59  | 87          |       |       |       |       |          |
| 106 | 50-54  | 91          |       |       |       |       |          |
| 79 | 45-49  | 102         |       |       |       |       |          |
| 83 | 40-44  | 87          |       |       |       |       |          |
| 132 | 35-39  | 109         |       |       |       |       |          |
| 60 | 30-34  | 91          |       |       |       |       |          |
| 19 | 25-29  | 30          |       |       |       |       |          |
| 53 | 20-24  | 49          |       |       |       |       |          |
| 68 | 15-20  | 38          |       |       |       |       |          |
| 83 | 10-14  | 102         |       |       |       |       |          |
| 102 | 5-9    | 68          |       |       |       |       |          |
| 94 | 0-4    | 87          |       |       |       |       |          |

## Економіка
2010 року серед 1646 осіб працездатного віку (15—64 років) 1274 були активними, 372 — неактивними (показник активності 77,4%, у 1999 році було 72,3%). З 1274 активних мешканців працювало 1225 осіб (660 чоловіків та 565 жінок), безробітними було 49 (28 чоловіків та 21 жінка). Серед 372 неактивних 143 особи були учнями чи студентами, 139 — пенсіонерами, 90 були неактивними з інших причин.

У 2010 році в муніципалітеті числилось 884 оподатковані домогосподарства, у яких проживали 2511,0 особи, медіана доходів виносила 29 503 євро на одного особоспоживача